# المترات
ال-مترات یک منطقهٔ مسکونی در یمن است که در استان صنعا واقع شده‌است.